# Germán Quiroga
Germán Quiroga Jr. (Ciudad de México, México; 29 de mayo de 1980) es un piloto de automovilismo mexicano. Actualmente conduce el Toyota n.º 77 para Red Horse Racing en la NASCAR Camping World Truck Series. Es tres veces campeón de la NASCAR Toyota Series.

## Carrera

### Inicios
Quiroga inició su carrera a los 15 años, en 1995, en el Reto Neón en la cual en 1998, fue campeón. De ahí fue alternando carreras de stock cars y monoplazas; fue subcampeón de la Pick Up Dodge en 2000. En 2002, corre la Barber Dodge Pro Series estadounidense, donde finaliza en el “top ten” del campeonato.

### NASCAR México
En 2004, Germán corrió algunas fechas de la Fran-Am Series en Estados Unidos y comenzó a competir en el Desafío Corona, corriendo para el equipo de Jorge Seman, donde logró un triunfo y otros dos podios. 
Durante el año siguiente, ganó el campeonato de Fórmula Renault 2.0 Panam GP Series, logrando 2 victorias, y otros 5 podios. Participó también de una carrera por la Infiniti Pro Series en Indy, con Kenn Hardley Racing, y acabó décimo.
Quiroga volvió al Desafío Corona en 2006; ganó en el inicio de temporada en Guadalajara, pero en Puebla chocó y quedó fuera hasta que a cuatro carreras del fin de año se incorporó al Equipo Telcel. En ese equipo, Germán logró los mejores resultados en NASCAR México. Se queda a un paso del título a un paso de título en 2007, y 2008, debiendo conformarse con el subcampeonato. Sin embargo, en 2009 lograría su primer campeonato en la NASCAR Corona Series. Ganó el campeonato nuevamente en 2010 y 2011, siendo el único piloto de la historia en lograr el tricampeonato de la categoría.

### NASCAR de los Estados Unidos

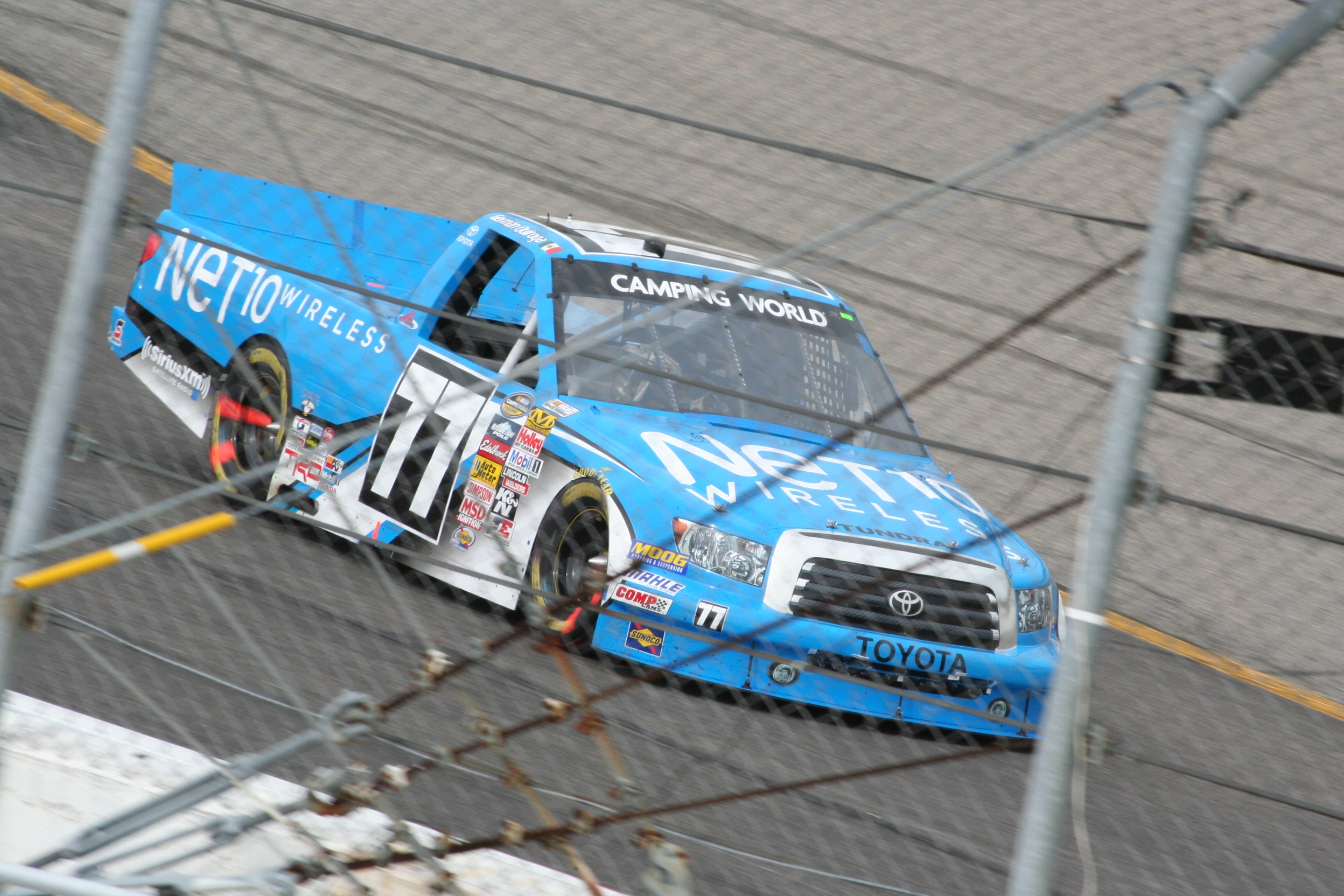
Toyota número 77 de Quiroga de la Truck Series 2013

En 2007, Germán Quiroga debutó en las Series Nacionales de NASCAR, compitiendo en el evento de la Busch Series en el Autódromo Hermanos Rodríguez para Jay Robinson Racing, donde terminó 28, y lideró nueve vueltas.
Después, el hizo su debut en la NASCAR Camping World Truck Series en 2011, compitiendo en dos eventos para Kyle Busch Motorsports, en New Hampshire Motor Speedway y en Homestead-Miami Speedway, con una decimosexta mejor posición de llegada en su primera carrera. En 2012, Quiroga abandonó la NASCAR México y volvió a Kyle Busch Motorsports, donde manejó la camioneta Toyota Tundra n.º 51 en la Camping World Truck Series, en cuatro carreras de la serie, con una octava posición en Talladega Superspeedway como mejor resultado.
En 2013, Germán compitió en la Camping World Truck Series con Red Horse Racing, conduciendo la Toyota Tundra n.º 77. Germán obtuvo 2 terceros puestos y otros 4 top 10 para acabar 13º en el clasificador general. En 2014, Quiroga finalizó segundo en Mosport Park a 0,049 segundos del vencedor Ryan Blaney. También resultó segundo en Gateway y obtuvo un total de 10 top 10, para finalizar sexto en el campeonato.
Quiroga se quedó sin asiento a tiempo completo para la temporada 2015 de la NASCAR Truck Series. El mexicano tenía planes de regresar a la categoría con el equipo Wauters, a través de una campaña de financiamento en Kickstarter, sin embargo no se llegó al presupuesto necesario para competir. Al año siguiente, volvió a Red Horse en 3 carreras para reemplazar a Matt Tifft, logrando dos top 10.

## Resultados

### Turismo Competición 2000
| Año  | Equipo          | Auto             | 1  | 2  | 3  | 4   | 5   | 6  | 7  | 8   | 9   | 10  | 11 | 12  | 13 | 14  | Res. | Puntos |
| ---- | --------------- | ---------------- | -- | -- | -- | --- | --- | -- | -- | --- | --- | --- | -- | --- | -- | --- | ---- | ------ |
| 2007 |                 |                  | CR | GR | BB | SMM | SJU | SP | AG | SFE | SRA | VIE | BA | OBE | SL | PDE | -    | -      |
| 2007 | Honda Petrobras | Honda Civic VIII |    |    |    |     |     |    |    |     |     |     | 7  |     |    |     | -    | -      |